# Asche des Sieges
Asche des Sieges ist ein für das Fernsehen gedrehtes deutsches Filmdrama in Schwarzweiß aus dem Jahr 1969 von Dietrich Haugk, der auch das Drehbuch verfasst hatte. Es basiert auf dem gleichnamigen Roman des französischen Schriftstellers Georges Conchon aus dem Jahr 1961. In den Hauptrollen sind Wolfgang Reichmann, Klausjürgen Wussow, Lina Carstens und Ida Krottendorf zu sehen. Seine Uraufführung erlebte das Werk am 25. Februar 1969 im Programm der ARD.

## Handlung
Madrid im Sommer 1939. Der spanische Bürgerkrieg ist entschieden. Generalissimus Francisco Franco hat mit seiner Armee die Verbände der Republikaner besiegt. Beide Seiten, die faschistische und die rote, haben ihre Kraftprobe ausgetragen. Aber das Regime, das die Verbündeten überleben sollte, ruht nicht. Die Gegner sehen sich ständiger Verfolgung ausgesetzt. Juan, der auf der republikanischen Seite gekämpft hatte, kehrt nach Hause zurück und findet dort seinen Bruder Luis, der das Familienheim mit der 70-jährigen Haushälterin Trinidad bewohnt. Luis war Oberst auf Seiten Francos und bekleidet jetzt ein hohes Amt in einem Madrider Ministerium.  Zunächst will er seinem Bruder die Tür weisen, weil er ihn nicht im Hause haben will; denn die beiden Brüder, Söhne einer alten aristokratischen Familie des Landes, stehen sich als ehemalige politische Gegner gegenüber, die sie auch heute noch aufgrund ihrer unterschiedlichen Auffassung sind. Im Haus herrscht eine fast unerträgliche Situation, als die beiden doch mit der Haushälterin zusammenleben. Schließlich bringt Luis sogar seinen Bruder zur spanisch-französischen Grenze. Juan droht aber nun doch noch die Inhaftierung, weil Frankreich und Großbritannien inzwischen Deutschland den Krieg erklärt haben und Spanien auf der anderen Seite steht. Menschlich sind sich die beiden feindlichen Brüder fast wieder näher gekommen. Beim Abschied ruft Juan seinem Bruder zu: „Ich liebe dich – Faschist!“, und Luis ruft zurück: „Ich liebe dich auch – verdammter Roter!“

## Kritiken
Der Evangelische Film-Beobachter zieht folgendes Fazit: „Ein diskussionswürdiger Stoff, der auch in der Gestaltung überdurchschnittlich ist. Die Fragwürdigkeit des ideologischen Engagements wird klar ausgesprochen.“